# Stern-Polygon-Transformation
Die Stern-Polygon-Transformation ist eine Verallgemeinerung der Stern-Dreieck-Transformation und wird in der Elektrotechnik angewendet, um eine Sternschaltung {\displaystyle n\geq 3;n\in \mathbb {N} } elektrischer Widerstände in eine Polygonschaltung
{\displaystyle {\frac {n\,\left(n-1\right)}{2}}} elektrischer Widerstände zu wandeln, die sich bezüglich der Anschlüsse {\displaystyle X_{1},\dots ,X_{n}} gleich verhält. Die umgekehrte Wandlung ist jedoch nur im Fall {\displaystyle n=3} (d. h. bei der Stern-Dreieck-Schaltung) möglich.
Die Wandlung erfolgt aus der Beziehung der Leitwerte
{\displaystyle G_{i,j}={\frac {G_{i,0}\,G_{j,0}}{G_{s}}}}
mit dem Summenleitwert 
{\displaystyle G_{s}=\sum _{i=1}^{n}{G_{i,0}}}. Hierbei ist {\displaystyle G_{i,j}} der Leitwert des Widerstands vom Anschluss {\displaystyle X_{i}} zum Anschluss {\displaystyle X_{j}} in der Polygonschaltung {\displaystyle G_{i,0}} bzw. {\displaystyle G_{j,0}} sind die Leitwerte des Widerstands vom Anschluss {\displaystyle X_{i}} bzw. {\displaystyle X_{j}} zum Sternpunkt in der Sternschaltung.
Sie gilt nicht für frequenzabhängige komplexe Impedanzen.

## Herleitung
Die Transformationsgleichungen lassen sich aus der Bedingung herleiten, dass das Polygonnetzwerk an seinen Anschlusspunkten {\displaystyle j=1} bis {\displaystyle n} (entsprechend {\displaystyle {\text{X}}_{1}} bis {\displaystyle {\text{X}}_{n}} in den Skizzen) dieselben Ströme aufnehmen soll wie das Sternnetzwerk, wenn den Anschlusspunkten beider Netzwerke dieselben beliebig vorgebbaren Potenziale {\displaystyle \varphi _{j}} eingeprägt werden. Das ließe sich praktisch mit Hilfe von {\displaystyle n} zu einem Stern verbundenen Spannungsquellen erreichen. Die Summe der dem Sternpunkt zufließenden Ströme {\displaystyle \sum _{j=1}^{n}G_{j,0}(\varphi _{j}-\varphi _{0})} ist nach dem Kirchhoffschen Knotensatz gleich null. Daraus folgt das Sternpunktpotenzial zu {\displaystyle \varphi _{0}={\frac {1}{G_{s}}}\sum _{j=1}^{n}G_{j,0}\varphi _{j}}. Darin bezeichnet {\displaystyle G_{s}} die Summe aller {\displaystyle n} Sternleitwerte wie oben.
Der zum Sternpunkt durch einen ausgewählten Leitwert {\displaystyle G_{i,0}}  fließende Strom hat den Wert {\displaystyle I_{i}=G_{i,0}(\varphi _{i}-\varphi _{0})}. Der in den entsprechenden Anschlusspunkt des Polygonnetzwerks eintretende Außenleiterstrom {\displaystyle I'_{i}=\sum _{j=1,~j\neq i}^{n}G_{i,j}(\varphi _{i}-\varphi _{j})} ist gleich der Summe aller vom Anschlusspunkt abfließenden Ströme durch die Polygonleitwerte {\displaystyle G_{i,j}}.
Mit der als Transformationsbedingung geforderten Gleichheit der Ströme (s. o.) {\displaystyle I_{i}} und {\displaystyle I'_{i}} folgt
{\displaystyle G_{i,0}(\varphi _{i}-{\frac {1}{G_{S}}}\sum _{j=1}^{n}G_{j,0}\varphi _{j})=\sum _{j=1,~j\neq i}^{n}G_{i,j}(\varphi _{i}-\varphi _{j})}.
Auf der linken und rechten Seite der Gleichung steht jeweils eine Linearkombination aller Potenziale, über die ansatzgemäß frei verfügt werden kann. Die Gleichung ist für alle möglichen Potenzialwerte erfüllt, wenn jeder {\displaystyle \varphi }-Koeffizient auf der linken Seite mit dem entsprechenden auf der rechten Seite übereinstimmt. Das Gleichsetzen der Koeffizienten von {\displaystyle \varphi _{j}} liefert unmittelbar die oben angegebene Transformationsgleichung
{\displaystyle {\frac {G_{i,0}G_{j,0}}{G_{s}}}=G_{i,j}}.